# Kosmorama (biograf i København)
Kosmorama var Danmarks første biografteater, der alene viste film for publikum på permanent basis. 
Kosmorama blev etableret af Constantin Philipsen i 1904 på adressen Østergade 26 i København i Citypassagen med plads til 153 gæster. Første forestilling fandt sted den 17. september 1904. Biografen lukkede i 1923.

## Historie
Der havde fra 1896 været arrangementer i København, hvori der indgik underholdning i form af  diverse optrædener, visning af  lysbilleder og af “levende billeder”. Der blev afholdt sådanne underholdningsarrangementer flere steder i byen i mere eller mindre interimistiske lokaler, hvor der som et led i underholdningen blev vist film. 
Den danske fotograf Constantin Philipsen (1859-1925) havde tidligere vist lysbilleder ved sådanne forestillinger i Danmark og i udlandet og blev i 1902 dansk repræsentant for verdens ældste filmselskab, det franske Pathé Frères. Philipsen viste film på Frederiksberg Allé i en træbarak, "landstedet" Sankt Thomas, men måtte kort efter åbningen lukke grundet manglende publikuminteresse. Philipsen gav dog ikke op, og lejede i 1904 et lokale i baghuset inde i Citypassagen, hvor det første egentlige biografteater, kaldet Kosmorama, åbnede den 17. september.
Kosmoramas første forestillinger varede ca. 25 minutter og var sammensat af korte rejsefilm, dokumentarfilm og forskellige drama- og komediefilm. Filmene blev leveret af Pathé Frères. Den nye biograf blev en succes, og programmerne blev i løbet af nogle år udvidet til at vise film fra andre producenter end Pathé Frères, herunder dansk producerede film. Philipsen indgik i 1908 partnerskab med Hjalmar Davidsen og solgte i 1909 hele biografen til Davidsen. Philipsen fortsatte som biografmand og grundlagde bl.a. Palads Teatret, Kino-Palæet og Rialto i København og på Frederiksberg.
Hjalmar Davidsen producerede selv film, bl.a. den skelsættende 38 minutter lange Afgrunden med bl.a. filmdebutanten Asta Nielsen og teaterskuespilleren Poul Reumert. Afgrunden havde premiere i Kosmorama den 12. september 1910 og var på plakaten helt frem til den 30. oktober samme år, hvilket var ganske usædvanligt på den tid. Afgrunden blev den film, der var længst på plakaten i Kosmorama.
I 1922 fik Hjalmar Davidsen midlertidig bevilling til biografdrift i Det Lille Teater på Vesterbrogade, og Urban Gad overtog sammen med Thora Daugaard Kosmoramas bevilling.  Gad og Daugaard havde bevilling til at overtage Metropolteatret, når dette efter flytning til nye lokaler på Frederiksberggade på Strøget åbnede. Indtil åbningen af Metropol drev Gad Kosmorama.
Udviklingen indenfor biografer havde dog gjort Kosmorama utidssvarende, ligesom der efter åbningen i 1904 var kommet flere konkurrenter i byen. I forbindelse med åbningen af Metropolteatret, lukkede Kosmorama. Sidste film på plakaten var A.W. Sandbergs filmatisering af David Copperfield med den sidste forestilling den 2. april 1923, hvor biografen lukkede.